# 芒科諾省
8°4′N 6°11′W / 8.067°N 6.183°W

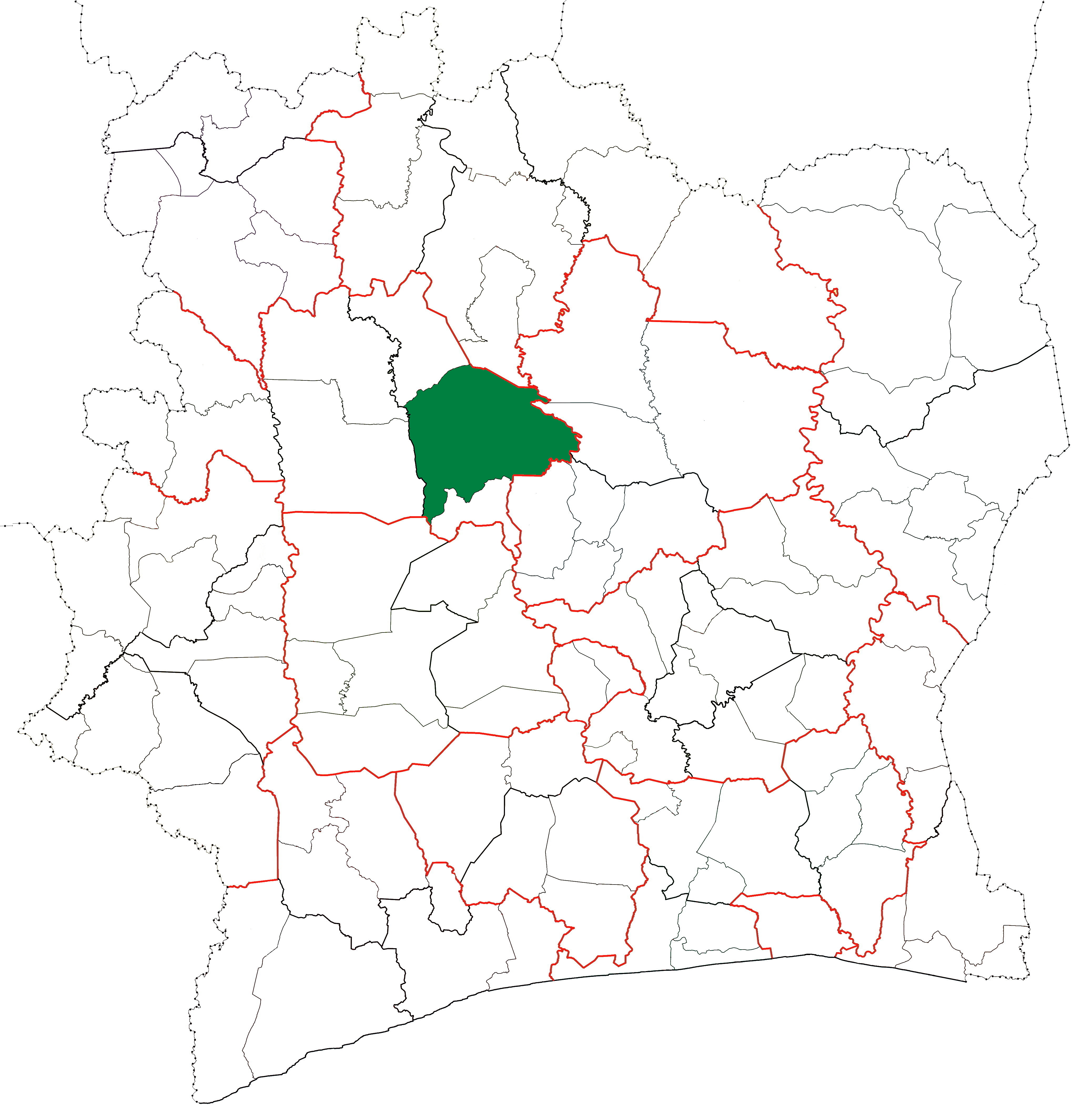

芒科諾省（法語：Mankono），是科特迪瓦的省份，位於該國西部沃羅巴區，由貝雷大區負責管轄，北面是迪昂拉省，南面是庫納伊里省，成立於1980年，2014年人口215,500。